# Haft Tappeh (ort i Iran)
Haft Tappeh (persiska: هفت تپّه) är en ort i Iran.   Den ligger i provinsen Khuzestan, i den centrala delen av landet, 600 km söder om huvudstaden Teheran. Haft Tappeh ligger 153 meter över havet och antalet invånare är 382.
Terrängen runt Haft Tappeh är platt åt sydväst, men åt nordost är den kuperad.Runt Haft Tappeh är det ganska tätbefolkat, med 58 invånare per kvadratkilometer. Närmaste större samhälle är Jāyezān, 5,9 km söder om Haft Tappeh. Trakten runt Haft Tappeh är ofruktbar med lite eller ingen växtlighet.